# Edwin Díaz
Pour l'autre joueur du même nom, voir Edwin Díaz (baseball, 1975).
Edwin Orlando Díaz Laboy (né le 22 mars 1994 à Naguabo, Porto Rico), surnommé Sugar, est un lanceur de relève droitier des Mets de New York de la Ligue majeure de baseball.

## Carrière
Joueur de baseball et étudiant de l'Académie militaire de Caguas, à Porto Rico, Edwin Díaz est repêché par les Mariners de Seattle au 3e tour de sélection en 2012. Il débute la même année sa carrière professionnelle dans les ligues mineures et gradue directement du niveau Double-A des mineures aux ligues majeures, sans passer par le Triple-A.

### Saison 2016

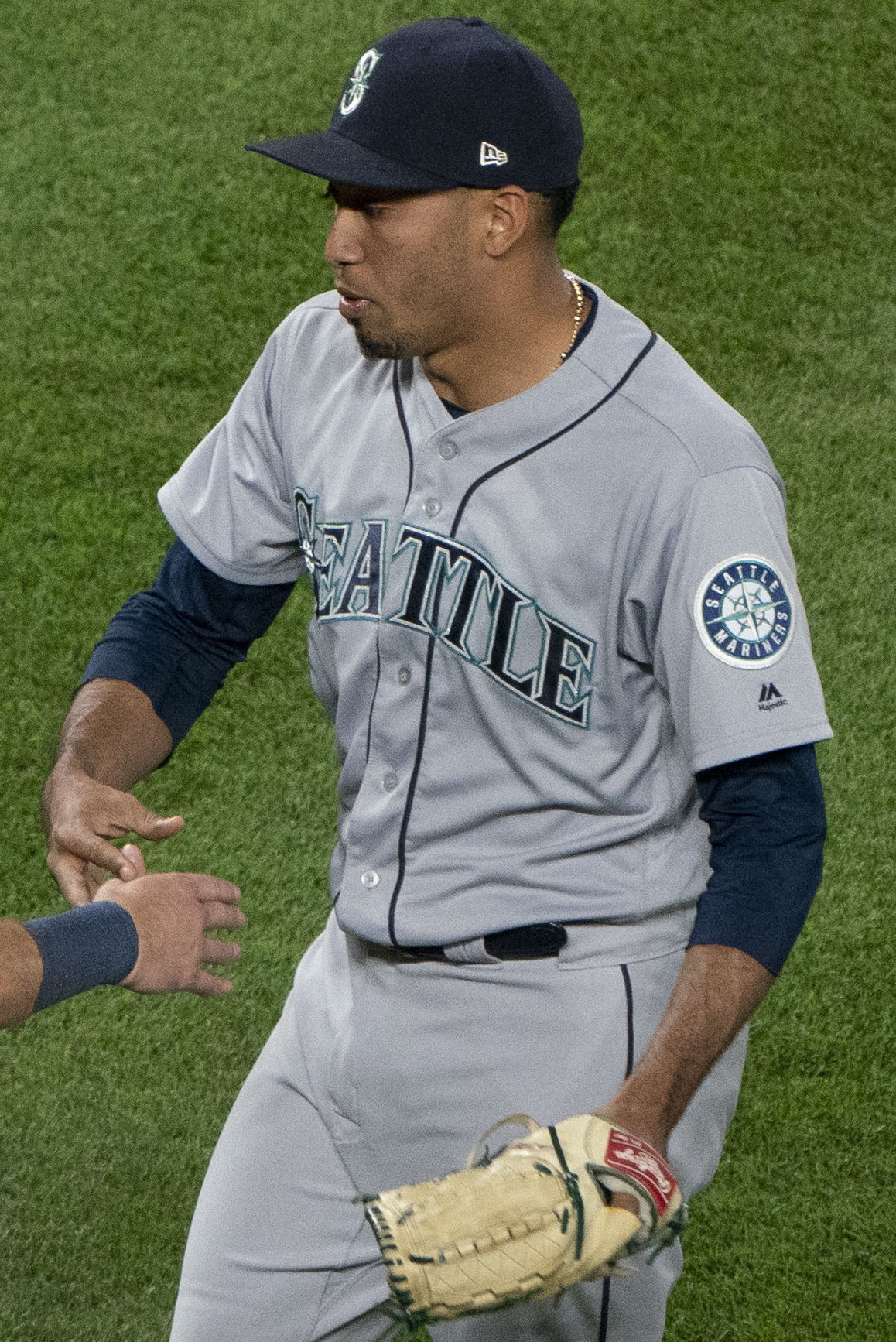
Díaz sous le maillot des Mariners.

Il fait ses débuts dans le baseball majeur le 6 juin 2016 avec les Mariners de Seattle et, malgré son arrivée au cœur d'une saison déjà bien entamée, a un impact immédiat. Il termine d'ailleurs 5e, à la fin de la saison, du vote désignant la recrue de l'année de la Ligue américaine. En 51 manches et deux tiers lancées en 49 matchs joués comme lanceur de relève pour les Mariners en 2016, Díaz réussit un impressionnant total de 88 retraits sur des prises, ce qui équivaut à une moyenne de 15,3 par 9 manches lancées qui est à ce moment la 8e meilleure de l'histoire du baseball majeur. 
Du 28 juin au 3 juillet 2016, il retire 10 frappeurs adverses de suite sur des prises, avant d'en éliminer un 11e de la même manière à sa sortie suivante le 6 juillet, ce qui bat le record d'équipe des Mariners établi en 1997 par Randy Johnson. 
Il réussit 50 retraits sur des prises en 25 manches et un tiers pour devenir le lanceur ayant atteint ce total le plus rapidement dans sa carrière depuis 1893. Díaz remplace Steve Cishek comme stoppeur des Mariners et enregistre 18 sauvetages en 21 occasions en 2016. Il complète l'année avec une moyenne de points mérités de 2,79. 
Les succès de Díaz à ses débuts peuvent être expliqués par l'ajout d'un nouveau lancer à son répertoire : une balle glissante particulièrement efficace, qu'il commence à utiliser à son arrivée dans les majeures après une suggestion du vétéran lanceur Joaquín Benoit,,.

### Saison 2017
En 2017, Díaz joue pour l'équipe de Porto Rico à la Classique mondiale de baseball.
Avec 8 sauvetages, 21 retraits sur des prises et une moyenne de points mérités de 1,98 en 13 manches et deux tiers lanceés en juillet 2017, Díaz est nommé meilleur releveur du mois dans la Ligue américaine.

### Saison 2022
Durant la saison 2022, Edwin Diaz devient le meilleur closer de la Major League Baseball. Avec 32 sauvetages, une moyenne de point mérités de 1.31, Diaz s'et imposé comme le meilleur à son poste chez les New-York Mets. 
Très connu pour sa musique d'entrée utilisée lors de son arrivée sur le terrain, Edwin Diaz a électrisé les foules de MLB durant toute la saison. 
Le 6 novembre 2022, il signe une prolongation de contrat de 5 ans et 102 millions de dollars, un record pour un closer. 